# جانا إيباسكوفا
جانا إيباسكوفا (بالتشيكية: Jana Hybášková)‏ (26 يونيو 1965)، هي سياسية ودبلوماسية تشيكية، تشغل حاليا منصب سفيرة البرلمان الأوروبي في ناميبيا. وكانت سابقا عضوة البرلمان الأوروبي ممثلة حزب الشعب الأوروبي بين 2004 و2009، وسفيرة البرلمان الأوروبي في العراق بين 2011 و2015. كما هي رئيسة مجلس إدارة الحزب الديمقراطي الأوروبي.
عندما كانت عضوة في البرلمان الأوروبي، كانت عضوة في لجنة الشؤون الخارجية، بديلة في لجنة الميزانية، ورئيسة مجلس إدارة الموفضية الأوروبية للعلاقات مع إسرائيل. جانا هي أيضا عضوة لجنة التسيير لالحركة العالمية من أجل الديمقراطية. وكانت تنتقد الحكومة الإيرانية والرئيس محمود أحمدي نجاد ودافعت عن العلاقات الإسرائيلية الأوروبية.
درست اللغة العربية بجامعة كارلوفا، وحصلت على الدكتوراه سنة 1989، وعملت في وزارة الخارجية لدولة تشكوسلوفاكيا آنذاك، وجمهورية التشيك من 1991 إلى 1997. كما شغلت منصب سفيرة التشيك في سلوفينيا من 1997 إلى 2001، ثم في قطر والكويت بين عامي 2002 و2004.

## التعليم
- 1989: دكتوراه في الفلسفة (كلية الفلسفلة والفنون بجامعة كارلوفا) ببراغ.

## مشوارها
- 1997–2001: سفيرة الجمهورية التشيكية في سلوفينيا
- 2002–2004: سفيرة الجمهورية التشيكية في الكويت وقطر
- 2004–2008: عضوة الحزب الأوروبي للديمقراطيين
- 2008–2010: رئيسة مجلس إدارة الحزب الديمقراطي الأوروبي
- 2011–2015: سفيرة البرلمان الأوروبي في العراق[5]
- 2015–الآن: سفيرة البرلمان الأوروبي في ناميبيا